# ミイロタテハ属
ミイロタテハ属（ミイロタテハぞく、三色立翅属、学名: Agrias）は、中南米に産するタテハチョウ科フタオチョウ亜科に分類されるチョウの1属。
日本でミイロタテハの和名が使われるのは、外国産昆虫を収録した図鑑、それらを収めた博物館標本の解説などに限られる。昆虫標本のコレクターの間では正確性を期すために一般に学名の通用がまかり通っているので、もっぱら学名のアグリアスの名で呼ばれる。
学名のAgriasはラテン語で「野生の」を意味する。

## 特徴

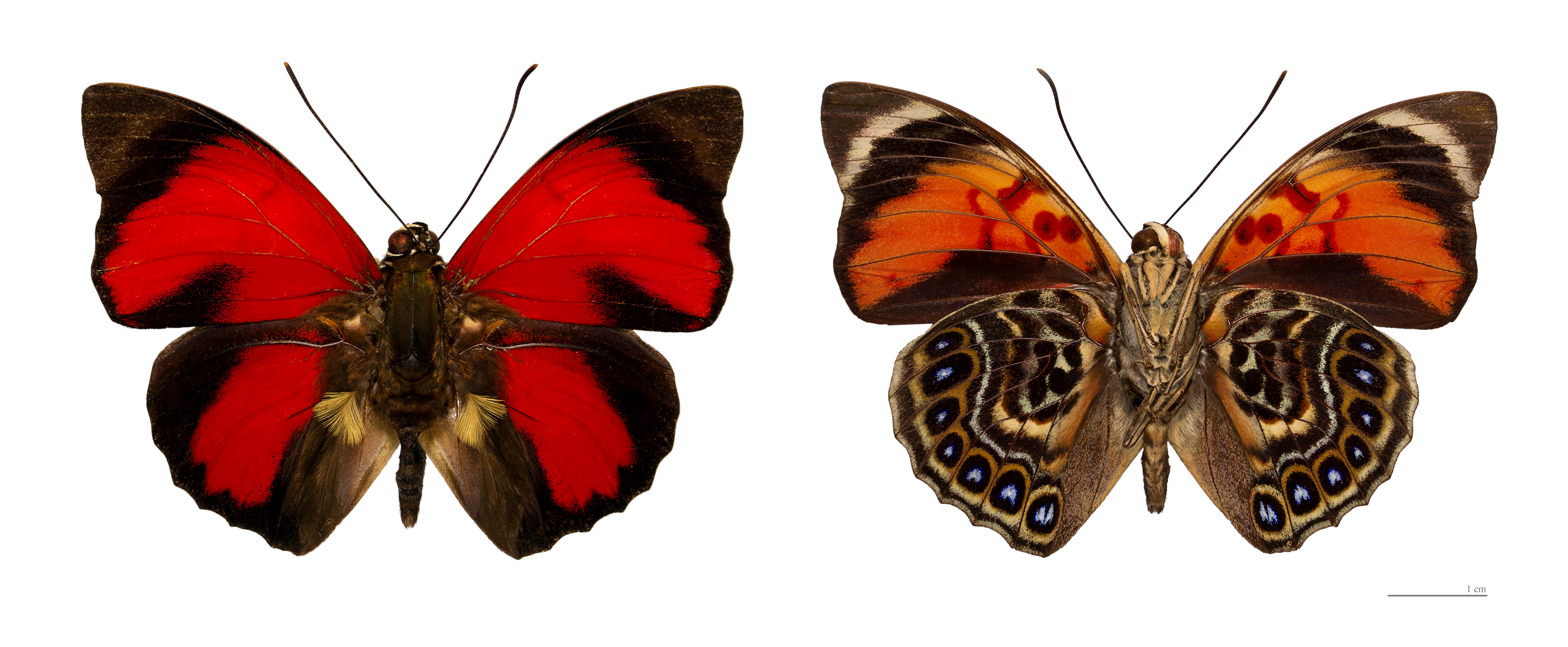
Agrias claudina claudina
クラウディナミイロタテハ♂
トゥールーズ博物館蔵

ミイロタテハの翅色は変異に富んでおり、翅の表は黒または青みがかった地色とは対照的な非常に鮮やかな赤、オレンジ、青と黄のイリデッセンスの紋や帯を纏う。対するに裏は保護色となっている。筋肉のよく発達した立派な胴（幅広い胸部と短く広い腹部）を有し、それゆえ速い飛翔が可能である。開翅長は70-120 mm。どのミイロタテハの雄にもよく目立つ黄色い房状の発香鱗が後翅にあり、ここから雌を引き寄せるためにフェロモンを散らす。

## 生態
ミイロタテハの成虫は、森林の林冠に生息しており、たまにエサとなる腐敗した果物から吸汁するため林床を訪れる。食餌と休息の間は常に翅を閉じるが、驚くと高速で翅を開閉して表側の鮮やかな色を見せることがある。雄はなわばりを確保するため木の幹、枝、さらには地面にとまる。
成虫期以外のミイロタテハの生活史についてはほとんどわかっていないが、ベアタミイロタテハ Agrias beata（アグリアス・ベアタ）についてはその一部が判明している。幼虫の食樹は麻薬として悪名高いコカノキの仲間コカ属 Erythroxylum 樹木であり、卵は丸く表面は滑らかで、食樹の葉に一つだけ産み付けられる。幼虫は淡く茶色がかっており、苔緑の斑点が付いている。頭部には湾曲した角があり、尾は二裂している。夜に起きだして食樹の葉を食べ、昼は小枝で過ごす。蛹は淡緑色の太い垂蛹で、食樹の茎や葉にぶら下がる。背面にはこぶがあり、二裂する頭部に向かって先細りになる。

## 産地

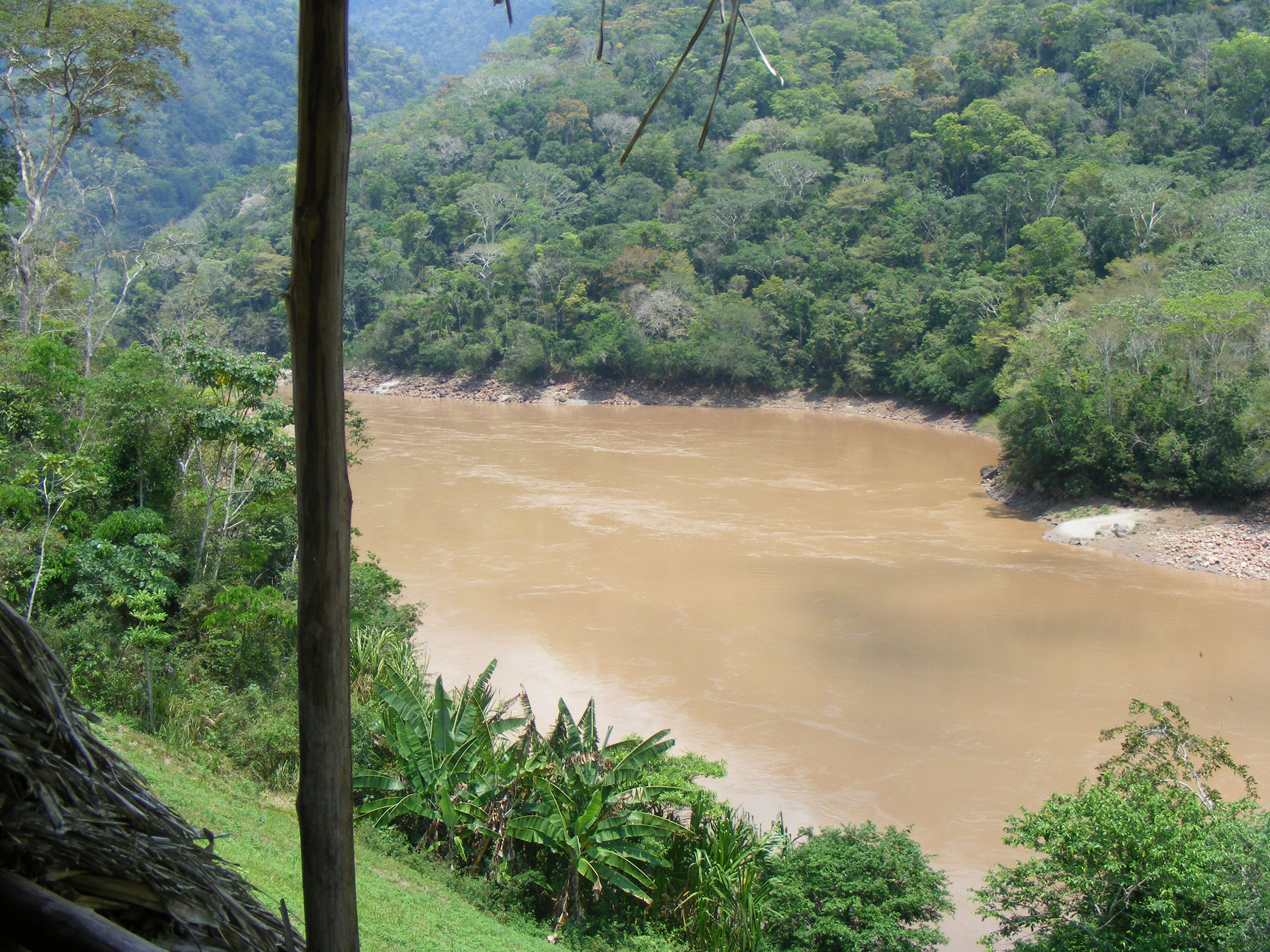
生息地である低地熱帯林
ペルー　リオ・フランガ

ミイロタテハは熱帯雨林低地と山地の両方に分布している。ただし産地のどこでも見られるわけではなく、発生する場所は局所的に限定されている。もっとも、そこを訪ねると呆れるほど多くの個体を見ることができる。またどの種も生態について基本的なことすら判明していないので、保護しようにもしようがない現状もある。アミドンミイロタテハ Agrias amydon（アグリアス・アミドン）の成虫はまた、雨季に草地で生息が確認されているが、それよりずっと長い乾季はおそらくほとんど、または全期間森林へ逃げ込みそこで過ごす。乾期、力強く飛びまわる成虫は間違いなく日向でエサを探し回っており、高熱に耐え切れなくなると日陰へ入り休息を取る。

## 擬態
ベアタミイロタテハ Agrias beata（アグリアス・ベアタ）はフチグロマルバネアカネタテハ Asterope leprieuri（アステローペ・レプリエウリ）とミュラー型擬態の関係にあるとされている。

## 系統
|  | Archaeoprepona オオルリオビタテハ属     |
|  |                                         |
|  | \| \| Agrias ミイロタテハ属 \| \| \| \| |
|  |                                         |
|  | Agrias ミイロタテハ属                   |
|  |                                         |

|  | Agrias ミイロタテハ属 |
|  |                       |

|  | Archaeoprepona オオルリオビタテハ属     |
|  |                                         |
|  | \| \| Agrias ミイロタテハ属 \| \| \| \| |
|  |                                         |
|  | Agrias ミイロタテハ属                   |
|  |                                         |

|  | Agrias ミイロタテハ属 |
|  |                       |

## 雑種
1976年にポール・スマート Paul Smart により新種記載されたルリオビタテハ属の1種 Prepona X sarumani は Prepona praeneste abrupta（プレポナ・プラテンセ・アブルプタ）と Agrias claudina（アグリアス・クラウディナ）の属間雑種であると考えられている。属間雑種が自然に誕生するのはまれであり、これはルリオビタテハ属とミイロタテハ属が統合されるべき、あるいは非常に近縁な関係にあること示している可能性がある。

## 種の一覧
ミイロタテハは亜種、型の変異が著しく、また同種と思われる各個体間での個体変異も大きい一方で、異種間でも亜種により翅の模様が極めて似通っていたり、住み分けがきちんとしておらず、それらの間で分布が入り乱れ種間、亜種間雑種も生まれるなどして複雑化している。こうした多型変異は、当初全て異なる種と考えられたため、数百にのぼる名がつけられた。2013年現在もその分類は混乱しており、学者により大きく異なる分類がされるが、もっとも単純な分類では4種類に絞られる。以下の5種に絞った分類は 2004年 Lamas G. 編「新熱帯鱗翅目の分布図」の収録に従っている。
Agrias aedon（アグリアス・アエドン）アエドンミイロタテハ
開翅長約80mm。メキシコ～コロンビアに分布。当属では最も分布域が広い。
ただしアマゾン川中流域は分布の空白地になっており、代わりにナルキッサスが分布。
Agrias amydon（アグリアス・アミドン）アミドンミイロタテハ
開翅長約75mm。メキシコチャパス州～ボリビアに分布。以下の2種はこの亜種とされている。
A. percles（アグリアス・ペリクレス）ペリクレスミイロタテハ
アマゾン川中流域北岸・南岸にアミドンの空白域を埋める形で分布。
A. phalcidon（アグリアス・ファルキドン）ファルキドンミイロタテハ
アマゾン川中流域南岸に分布。亜種、型ともに変異に富む。
さらに以下の1種はファルキドンの亜種又は型とされている。
A. excelsior（アグリアス・エクセルシオール)
Agrias claudina（アグリアス・クラウディナ）クラウディナミイロタテハ
開翅長約80mm。コロンビア～ブラジルサンタカタリーナ州に分布。アエドンに続いて分布が広い。以下の1種はこの亜種とされている。
A. sardanapalus（アグリアス・サンダナパルス）サンダナパルスミイロタテハ
ブラジルのマナウス周辺に分布。海野和男曰く「世界で最も美しい蝶」。
ただし型や産地によってはミイロタテハの中ではもっとも入手し易い普通種にあたる。
以下の1種はシノニムとされている。
A. claudianus（アグリアス・クラウディアヌス）
Agrias hewitsonius（アグリアス・ヒューイットソニウス）ヒューイットソンミイロタテハ
開翅長約75mm。アマゾン川上流。以下の1種はこの亜種とされている。
A. beata（アグリアス・ベアタ）ベアタミイロタテハ
日本ではヒューイットソニウスがベアタの亜種と記されることが多いが、ヒューイットソニウスの命名の方が古い。
Agrias narcissus（アグリアス・ナルキッサス）ナルキッサスミイロタテハ
開翅長約80mm。アエドンの亜種とみなされることもある。
古い文献、とりわけフランス語のそれにはしばしば混乱が見られる。

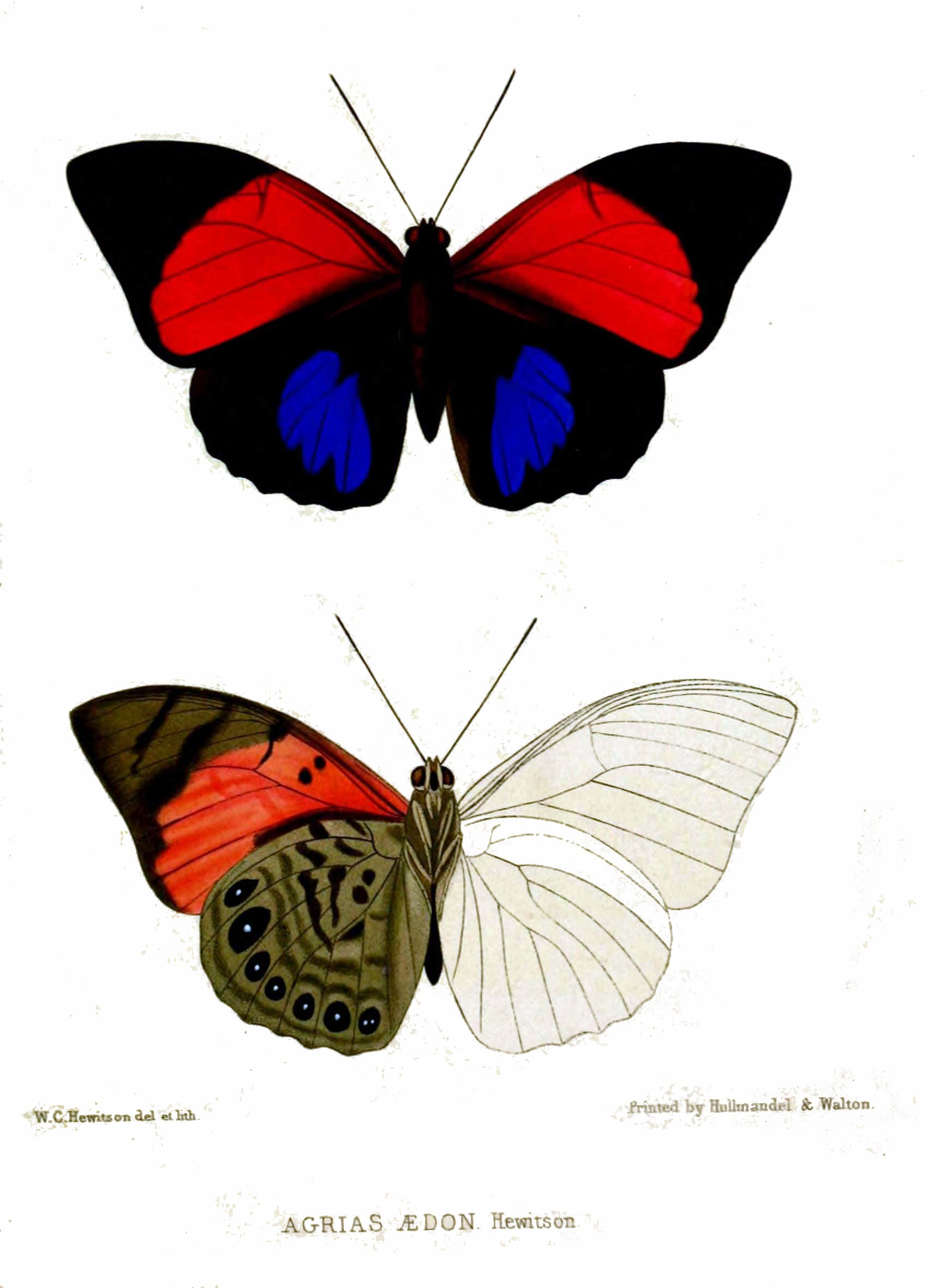
Agrias aedon hewitson アエドンミイロタテハ・ヒューイットソン亜種（又はヒューイットソンミイロタテハ）
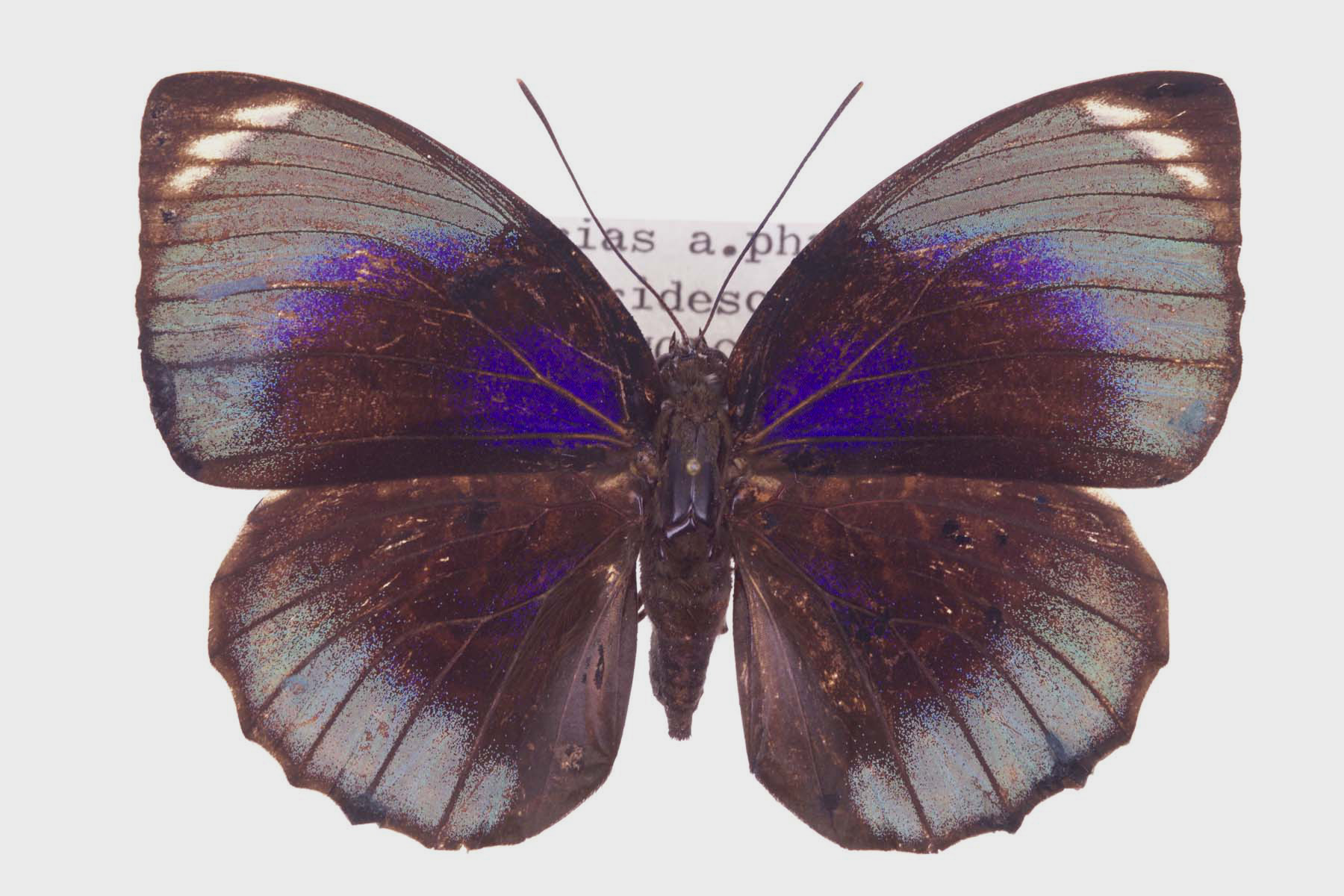
Agrias amydon phalcidon アミドンミイロタテハ・ファルシドン亜種
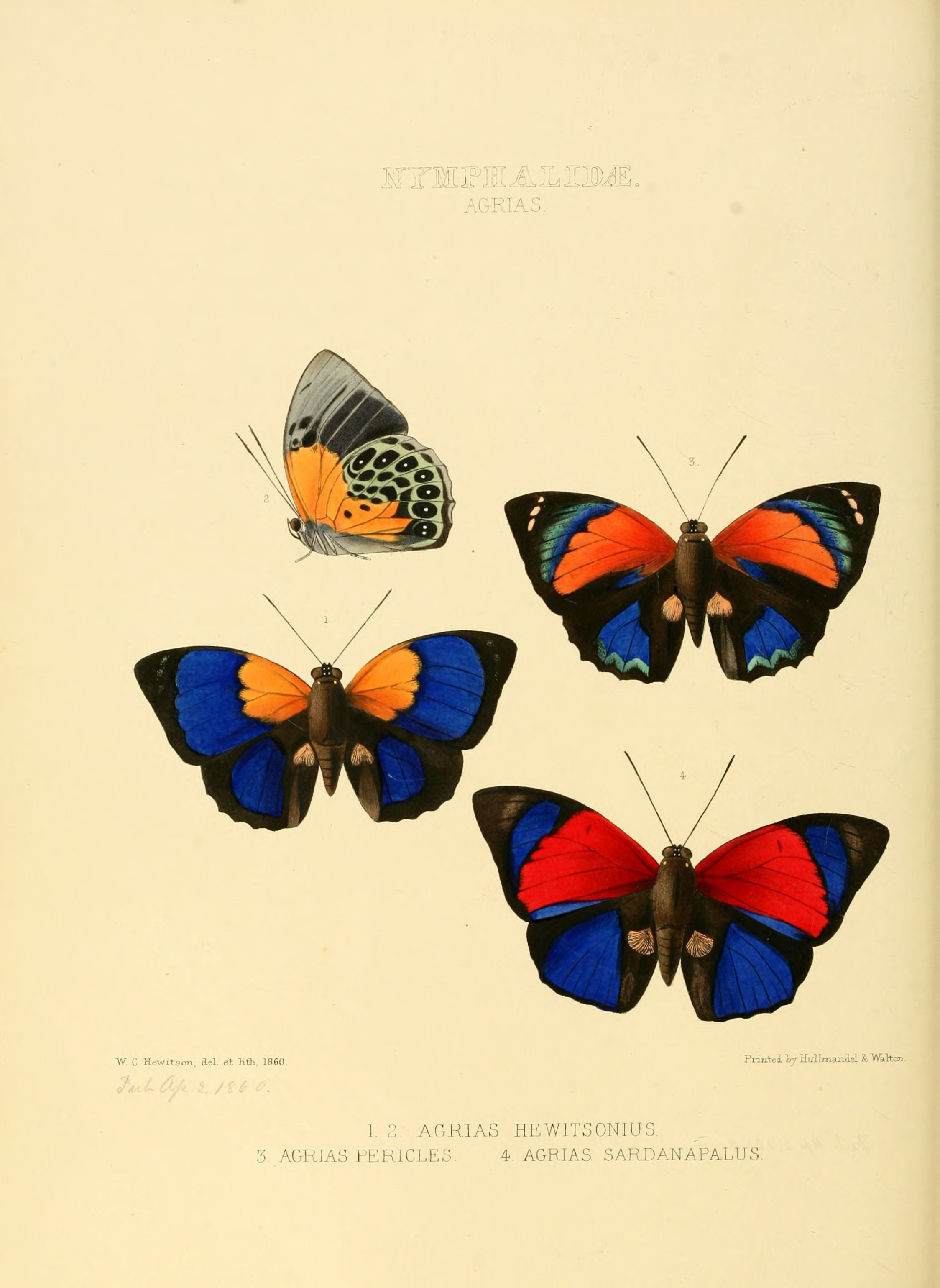
Agrias claudina sardanapalus サンダナパルスミイロタテハのイラスト
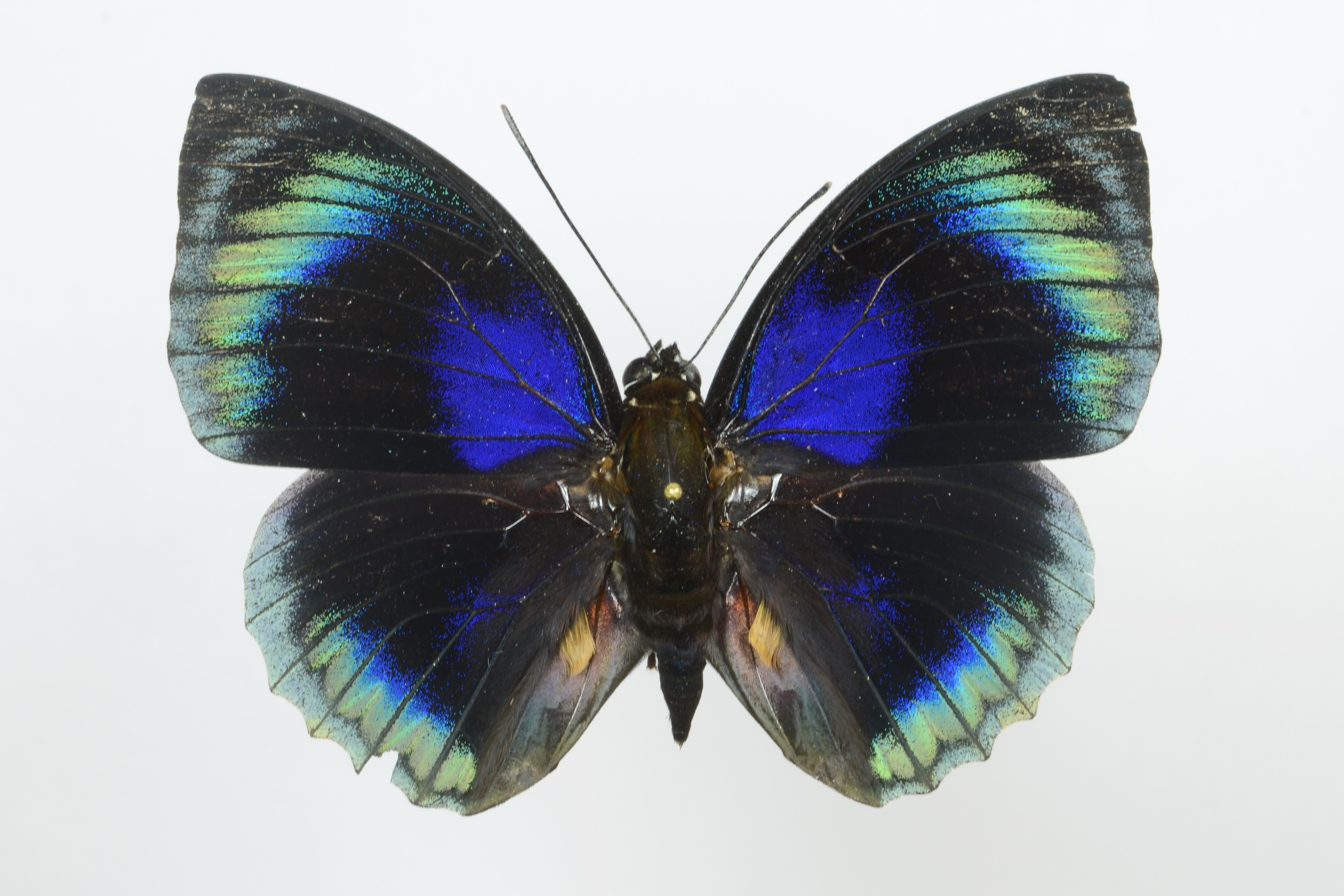
Agrias hewitsonius dorsal ヒューイットソンミイロタテハ・ドーサル亜種
Agrias narcissus narcissus ナルキッサスミイロタテハ

## 人間との関係
見た目にたいへん美しいチョウであり、かつてドイツの鱗翅目昆虫学者 ハンス・フルストルファー は、

この気品あふれる熱帯のチョウ、まるで自然界に数々ある色彩のうち、最も彩り良いそれすべてがこのチョウに浴びせられたかの如く。これこそまさに「タテハチョウ科の華麗なる一族」の呼び名に相応しい。さらに我ら昆虫学者が驚くべきは、ミイロタテハ属以外でこれ以上に豊かな色彩にあふれたアカネタテハ属　Callithea とウズマキタテハ属 Catagramma の2属にまみえたことである。しかしミイロタテハ属はその大きさと色彩の格調高さで上記2属とは桁違いに勝っており、当属のオスのみが後翅に毛ブラシの形をした性標を備えている。最初にヘンリー・ウォルター・ベイツによってアマゾン川の谷間で発見された、名高いサンダナパルスミイロタテハ A. sardanapalus のように、絶対的に人を魅せる美を有し、青い光沢が赤紫色に覆い被さりあたかも菫色の如く輝く前翅と、神々しいサファイヤブルーの後翅のコントラストは、疑う余地なく自然がこれまでに生み出した世界中の蝶の中で、最も気高い美品の1つである。

と手放しで絶賛した。
それゆえ実用価値はまったくないのだが、その美しさゆえ標本コレクター垂涎の的となり、標本にはかなりの資産価値がある。とくにヨーロッパにはパリ自然史博物館に収蔵されているフルニエ夫人 Madame Gaston Fournier のフルニエ・コレクションや大英博物館収蔵の、かつてのロスチャイルド・コレクションなど、古くから当属を専門に集めた熱烈な富豪コレクターが居た。
現在もミイロタテハの標本はコレクター間でかなりの高値で取引されるため、原産地のブラジルでは、森を切り開いて畑にしようとした所有者が、たまたまこのチョウを見かけたので開墾を止めたと云う逸話がある。畑で農作物を作って売る収益より、チョウを採集して標本を売った収益の方が大きいからである。
高速で高所をせわしなく飛び回るので飛翔するそれを捕虫網で採集するのは難しく、普通は腐った果物(バナナを使用することが多い)をエサにトラップを仕掛け、吸汁に来たところを捕らえる。腐敗物以外に、人糞を好むと云う見た目に似つかわしくない性質がある。それも現地人のそれでないと効果が出ず、現地を採集に訪れた外国人のそれには寄らない。